# Coeluridae
I celuridi (Coeluridae) sono una famiglia di dinosauri carnivori, vissuti nel Cretaceo inferiore e nel Giurassico superiore in Laurasia. I celuridi fino a poco tempo fa includeva praticamente tutti i piccoli dinosauri carnivori noti per resti ossei incompleti, con evidenti errori di classificazione, come nel caso del  Laevisuchus e del Microvenator.
Nel 2003, analisi cladistiche portarono i celuridi ad includere i generi Coelurus (Giurassico superiore, America del Nord), Compsognathus (Giurassico superiore, Europa), Sinosauropteryx (Cretacico inferiore, Asia) ed un Compsognathus senza nome del Cretacico inferiore, Sudamerica, poi piazzato nel genere nuovo Mirischia. I celuridi sono considerati un gruppo monofiletico di celurosauri basali, caratterizzati da alcune inversioni evolutive a livello delle vertebre verso la condizione più primitiva dei teropodi.